# برزنیتسا (بویانوواتس)
برزنیتسا (به صربی: Breznica) یک روستا در صربستان است که در بوجانوواچ واقع شده‌است. برزنیتسا ۲۰٫۲۳ کیلومتر مربع مساحت و ۱٬۳۶۲ نفر جمعیت دارد و ۶۷۹ متر بالاتر از سطح دریا واقع شده‌است.